# Stellaria longifolia
Stellaria longifolia là loài thực vật có hoa thuộc họ Cẩm chướng. Loài này được Muhl. ex Willd. miêu tả khoa học đầu tiên năm 1809.